# Черокі (округ, Оклахома)
Шаблон:StateAbbr_ 35°55′ пн. ш. 95°00′ зх. д. / 35.91° пн. ш. 95° зх. д.
Округ  Черокі (англ. Cherokee County) — округ (графство) у штаті  Оклахома, США. Ідентифікатор округу 40021.

## Історія
Округ утворений 1907 року.

## Демографія
За даними перепису 
2000 року 
загальне населення округу становило 42521 осіб, зокрема міського населення було 16926, а сільського — 25595.
Серед мешканців округу чоловіків було 20863, а жінок — 21658. В окрузі було 16175 домогосподарств, 11077 родин, які мешкали в 19499 будинках.
Середній розмір родини становив 3,04.
Віковий розподіл населення поданий у таблиці:
| Стать    | До 15 років | 15-21 | 22-29 | 30-39 | 40-49 | 50-65 | 65-85 | Понад 85 |
| -------- | ----------- | ----- | ----- | ----- | ----- | ----- | ----- | -------- |
| Чоловіки | 4736        | 2881  | 2595  | 2587  | 2692  | 3128  | 2081  | 163      |
| Жінки    | 4343        | 3062  | 2488  | 2707  | 2817  | 3388  | 2458  | 395      |

## Суміжні округи
- Делавер — північ
- Адер — схід
- Секвоя — південь
- Маскогі — південний захід
- Вагонер — захід
- Мейз — північний захід

## Виноски
1. ↑  U.S. Decennial Census. United States Census Bureau. Архів оригіналу за 26 квітня 2015. Процитовано 18 лютого 2015.
2. ↑  Historical Census Browser. University of Virginia Library. Архів оригіналу за 11 серпня 2012. Процитовано 18 лютого 2015.
3. ↑  Forstall, Richard L., ред. (27 березня 1995). Population of Counties by Decennial Census: 1900 to 1990. United States Census Bureau. Архів оригіналу за 19 лютого 2015. Процитовано 18 лютого 2015.
4. ↑  Census 2000 PHC-T-4. Ranking Tables for Counties: 1990 and 2000 (PDF). United States Census Bureau. 2 квітня 2001. Архів оригіналу (PDF) за 18 грудня 2014. Процитовано 18 лютого 2015.
5. ↑  State & County QuickFacts. United States Census Bureau. Архів оригіналу за 8 липня 2011. Процитовано 27 квітня 2014. [Архівовано 2011-06-06 у Wayback Machine.](англ.) Наведено за англійською вікіпедією.
6. ↑  American FactFinder. Бюро перепису населення США. Архів оригіналу за 26 лютого 2012. Процитовано 31 січня 2008. [Архівовано 2008-05-21 у Wayback Machine.]

| США | Це незавершена стаття з географії США. Ви можете допомогти проєкту, виправивши або дописавши її. |